# 다나카 모모코
다나카 모모코(일본어: 田中 桃子, 2000년 3월 17일 ~ )는 일본의 여자 축구 선수이다.

## 국가대표팀 경력
2016년 FIFA U-17 여자 월드컵에 출전, 준우승에 기여했다.
그녀는 2021년 11월 29일 네덜란드과의 경기에서 일본 국가대표팀에 데뷔했다. 2022년 AFC 여자 아시안컵에 출전, 4강. 2022년 EAFF E-1 풋볼 챔피언십 우승에 기여했다. 2023년 FIFA 여자 월드컵에도 출전했다. 그녀는 2023년까지 국제 A매치 통산 7경기에 출전했다.

## 통계
| 일본 | 일본 | 일본 |
| 연도 | 출전 | 득점 |
| ---- | ---- | ---- |
| 2021 | 1    | 0    |
| 2022 | 3    | 0    |
| 2023 | 3    | 0    |
| 통산 | 7    | 0    |